# Посёлок Главмосстроя
Посёлок Главмосстроя — заброшенный посёлок на западе Москвы. Расположен в Мнёвниковской пойме. Основан в конце 1940-х годов трестом Особстрой (ныне Главмосстрой).

## Посёлок Главмосстроя в наши дни
Посёлок Главмосстроя официально прекратил своё существование в середине 1990-х годов, а жителей отселили ещё в 1990—1991 годах. Среди сталкеров посёлок Главмосстроя стали называть «Московской Припятью».
Все здания пришли в упадок. Ни одна из организаций, функционировавших при существовании посёлка, ныне не действует. По документам территория посёлка была передана Филёвскому парку. На территории находятся склады, строительное управление, служебные помещения ОМОНа, бетонный завод.
Летом 2010 года большая часть домов в посёлке была снесена, остались только служебные помещения ОМОНа. На месте домов были разбиты клумбы.
Ныне территория составляет Проезд Главмосстроя .